# Loubressac
Loubressac är en kommun i departementet Lot i regionen Occitanien i södra Frankrike. Kommunen ligger i kantonen Saint-Céré som tillhör arrondissementet Figeac. År 2022 hade Loubressac 514 invånare.

## Befolkningsutveckling
Antalet invånare i kommunen Loubressac
| Referens: INSEE |